# Tamasane
Tamasane est une ville du Botswana.